# 卢博米尔·什特劳加尔
卢博米尔·什特劳加尔（捷克語：Lubomír Štrougal，1924年10月19日—2023年2月6日），前捷克斯洛伐克共产党领导人、捷克斯洛伐克前总理。

## 著作
- 《回忆与思考》
- 《回忆与思考2》

## 荣誉
- 社会主义劳动英雄荣誉称号及金星奖章（1984年9月24日）[3]
- 克莱门特·哥特瓦尔德勋章（1984年9月24日）[4]
- 胜利的二月勋章（1973年2月20日）[5]
- 共和国勋章（1974年10月10日）[6]